# 글루타르산
글루타르산(영어: glutaric acid)은 화학식이 C3H6(COOH)2인 유기 화합물이다. 관련 선형 다이카복실산인 아디프산과 석신산은 실온에서 단지 몇 퍼센트만 수용성이지만 글루타르산의 수용성은 50%(w/w)를 넘는다.

## 생화학
글루타르산은 라이신과 트립토판을 포함한 일부 아미노산의 대사 과정에서 체내에서 자연적으로 생성된다. 이 대사 경로의 결함은 글루타르산뇨증이라는 장애로 이어질 수 있으며, 이 질환에서는 독성 부산물이 축적되어 심각한 뇌병증을 유발할 수 있다.

## 생성
글루타르산은 부틸로락톤을 사이안화 칼륨과 개환시켜 혼합된 카르복실산-나이트릴칼륨을 생성하고 가수분해되어 이산으로 제조될 수 있다. 또는 가수분해 후 다이하이드로피란을 산화시켜 글루타르산을 생성한다. 또한 1,3-다이브로모프로판을 사이안화 나트륨 또는 사이안화 칼륨과 반응시켜 다이나이트릴을 얻은 후 가수분해하여 제조할 수도 있다.